# ベルファスト (メイン州)
ベルファスト（英: Belfast）は、アメリカ合衆国メイン州の都市。ウォルド郡の郡庁所在地である。人口は6,668人（2010年）。ペノブスコット湾に注ぐパサガサワキーグ川河口の三角江に位置している。海港として栄えた市内には幾つかの歴史地区に古い建築物があり、人気のある観光地になっている。

## 歴史
ベルファストとなった地域はアベナキ族に属するペノブスコット族インディアンの領地であり、毎年夏に海岸を訪れて、魚類、貝類、水禽類を獲っていた。1630年、マスコンガス特許の一部となり、特に魅力的な毛皮交易のためにイングランド人がインディアンと交易する基地を設ける権利が認められた。1720年頃、ボストンのサミュエル・ウォルド将軍がマスコンガス特許を買収して土地の所有者となり、その後はウォルド特許と呼ばれた。
ウォルドは1759年に死に、その後継者がパサガサワキーグのプランテーション（川にちなんで名付けられた）をニューハンプシャーのロンドンデリーから来たスコットランド系アイルランド人領主35人に販売することになった。北アイルランドのベルファストから名付けられたこの町は、1770年に入植され、1773年には町として法人化された。アメリカ独立戦争のとき、イギリス軍がバガデュース（現在のキャスタイン）を占領し、ベルファストの町はほとんど放棄された。イギリス軍は1779年にベルファストの町を焼き、米英戦争の1814年9月には5日間町を占領した。
戦後、海港が再建され繁栄した。通関手続地であり、1827年にはウォルド郡の郡庁所在地に指定された。1845年、領域の一部が分離されシアーズポートとなった。ベルファストは1853年に州内8番目の都市として法人化された。造船業の中心として発展し、数百隻の3本、4本、5本マストのスクーナーを建造した。木造船の材料は、19世紀後半の北アメリカ木材の首都と言われたバンゴーからペノブスコット川を下って運ばれてきた。
造船業者は裕福となり、連邦様式、ギリシャ復古調、イタリア様式の邸宅や公的建築物を建設し、そのことで知られるようになった。その中には1818年に棟梁のサミュエル・フレンチが建設した第一教会、1858年建設の著名建築家アミ・B・ヤングが設計した税関や郵便局が知られる。木造船の建造は1900年頃に下火となったが、冷凍技術の出現と共に、ボストンやニューヨークの大市場向けに、ロブスター、ホタテ貝、イワシ、ニシン、サバなど海産物の漁業に経済が転換された。

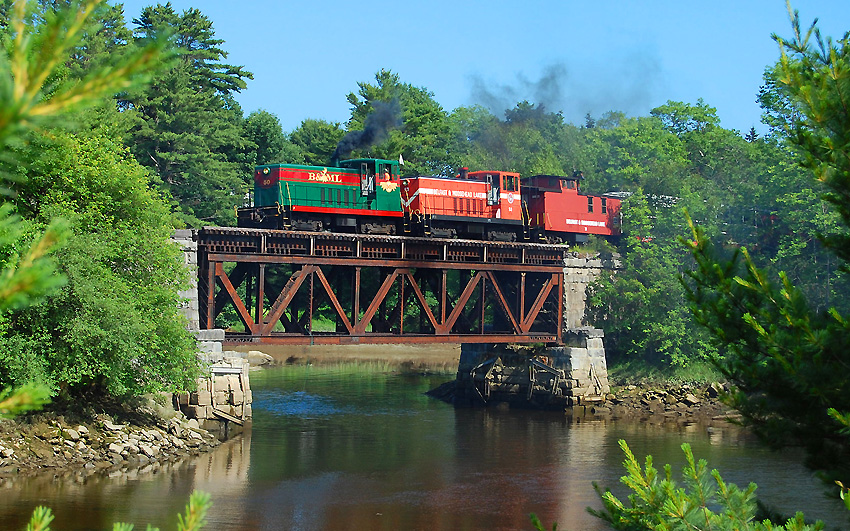
ベルファスト・アンド・ムースヘッド・レイク鉄道の鉄道橋

ベルファストから33マイル (53 km) 内陸にあるバーナムでメイン・セントラル鉄道の本線に郡全体を接続したのが、ベルファスト・アンド・ムースヘッド・レイク鉄道であり、市がその大半を所有し、1871年に開通した。その最初の55年間はベルファスト支線としてメイン・セントラル鉄道に賃貸されて運行されたが、大きな道路ができて賃貸契約が終わり、1926年1月1日にベルファスト・アンド・ムースヘッド・レイク鉄道の運行に戻された。旅客用定期便運航は1960年に終わり、全ての鉄道運営は本駅が壊された2005年に停止した。2011年、鉄道駅と隣接するスティンソン・シーフード工場の敷地は、フロント・ストリート造船所のものになった。鉄道の1946年に建てられた機関車庫は壊され、その後は現在造船所の床面積26,500平方フィート (2,462 m²) の5階建てボート建造と修繕の施設になっている。
製靴産業が重要な事業になった。しかし、第二次世界大戦後、ベルファストの経済は、州内でも二大企業であるメイプルウッドとペノブスコット・プールトリーという養鶏産業が推進してきた。ウォルド郡の農場は1日に20万羽もの鳥を工場に供給している。毎年開催されるブロイラー・フェスティバルは人気ある夏の行事となり、地元住民や観光客を惹きつけた。しかし、養鶏産業は全国的に不況になった1970年代半ばに潰れ、市や周辺の町に大きな被害を与えた。1980年代初期、メインストリートの外れにあるかつては何百万もの鶏を供給したサイロが解体された。1960年代、1970年代、1980年代を通じて、他所で雇用を求める人々の流出が続いた。しかし彼らが去っていくと、芸術家や若い大学生が移ってきた。
1990年代初期、クレジット・カードの巨大企業MBNAがベルファストに2つの施設を設立した。1つは他方よりかなり大きなものである。この会社はメイン州大学システムの前哨基地であるメイン大学のハッチンソン・センターを、MBNAの本社から1マイル (1.6 km) 足らずに設立する推進者だった。近年バンク・オブ・アメリカに買収されたMBNAが提供する職が、ベルファストの人口をかなり増加させた。バンク・オブ・アメリカは、2つの施設の大きい方に以前のMBNAの機能を統合させた。小さい方の施設は最終的にアセナヘルスに買収された。
ベルファストで撮影された映画としては、1957年の『Peyton Place』、1996年の『スティーヴン・キング/痩せゆく男』、2001年の『イン・ザ・ベッドルーム』がある。

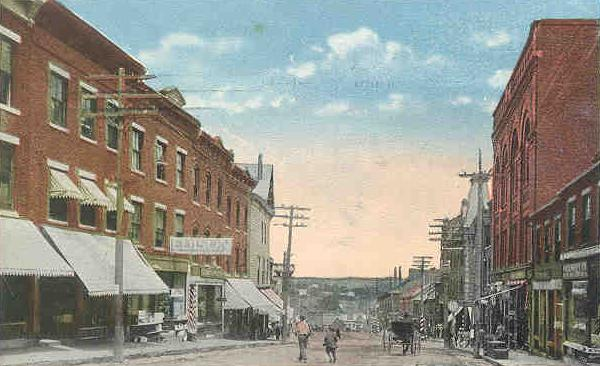
メインストリート、1921年
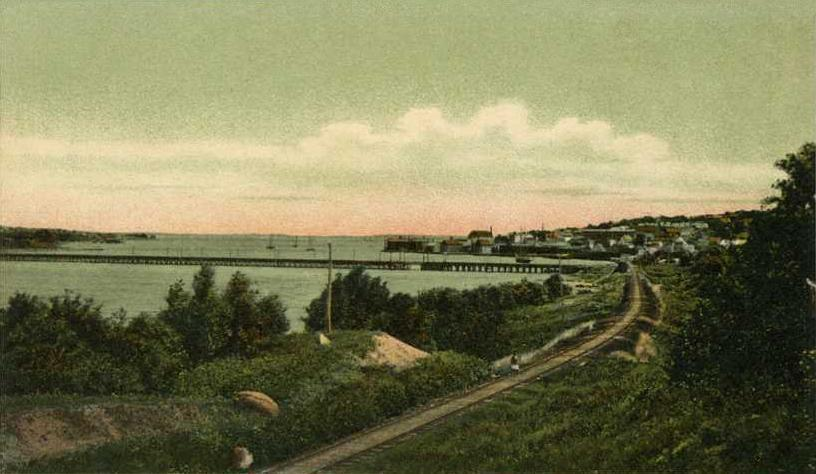
市の概観、1905年頃
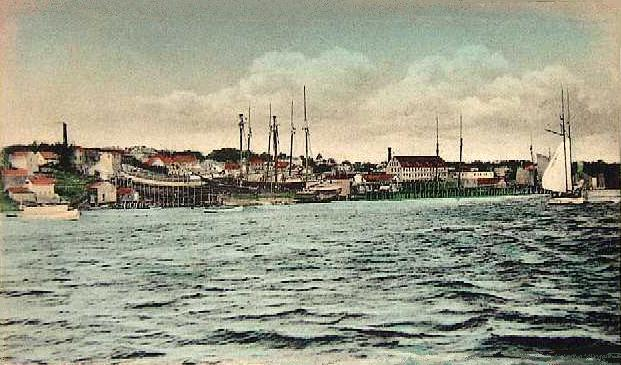
造船所、1905年
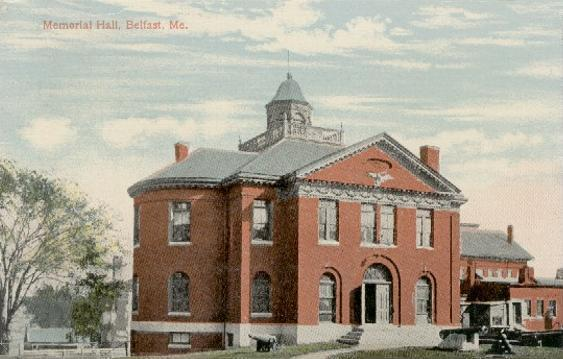
市役所、1914年

## 地理
ベルファスト市は北緯44度25分33秒 西経69度0分42秒 / 北緯44.42583度 西経69.01167度 (44.425896, -69.011646)に位置する。
アメリカ合衆国国勢調査局に拠れば、市域全面積は37.37平方マイル (99.38 km2)であり、このうち陸地34.04平方マイル (88.16 km2)、水域は4.33平方マイル (11.21 km2)で水域率は11.28%である。ペノブスコット湾に面し、市内をパサガサワキーグ川が流れている。

### 気候
ベルファストの気候は季節によって温度差が大きいのが特徴であり、夏は暑くて湿度が高く、冬は寒くて乾燥する。ケッペンの気候区分に拠れば、湿潤大陸性気候、略号では "Dfb" にあたる。

## 人口動態

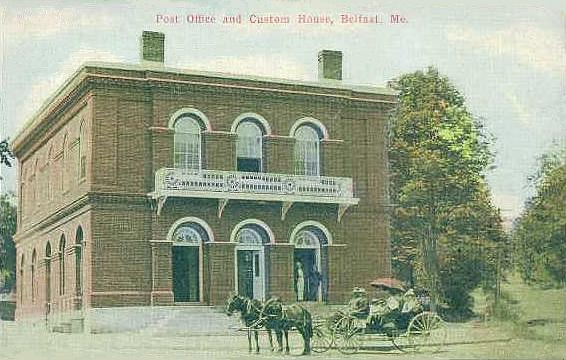
アメリカ合衆国税関、1910年頃、アミ・B・ヤングが設計

### 2010年国勢調査
以下は2010年国勢調査による人口統計データである。
| 基礎データ - 人口: 6,668 人 - 世帯数: 3,049 世帯 - 家族数: 1,729 家族 - 人口密度: 75.6人/km2（195.9 人/mi2） - 住居数: 3,582 軒 - 住居密度: 40.6軒/km2（105.2 軒/mi2） 人種別人口構成 - 白人: 96.7% - アフリカン・アメリカン: 0.5% - ネイティブ・アメリカン: 0.4% - アジア人: 0.4% - その他の人種: 0.2% - 混血: 1.8% - ヒスパニック・ラテン系: 1.2% | 年齢別人口構成 - 18歳未満: 19.9% - 18-24歳: 6.1% - 25-44歳: 21.4% - 45-64歳: 30.6% - 65歳以上: 21.9% - 年齢の中央値: 47歳 - 性比（女性100人あたり男性の人口） - 総人口: 85.9 世帯と家族（対世帯数） - 18歳未満の子供がいる: 24.1% - 結婚・同居している夫婦: 41.4% - 未婚・離婚・死別女性が世帯主: 11.5% - 非家族世帯: 43.3% - 単身世帯: 35.9% - 65歳以上の老人1人暮らし: 17.8% - 平均構成人数 - 世帯: 2.14人 - 家族: 2.73人 |

### 2000年国勢調査

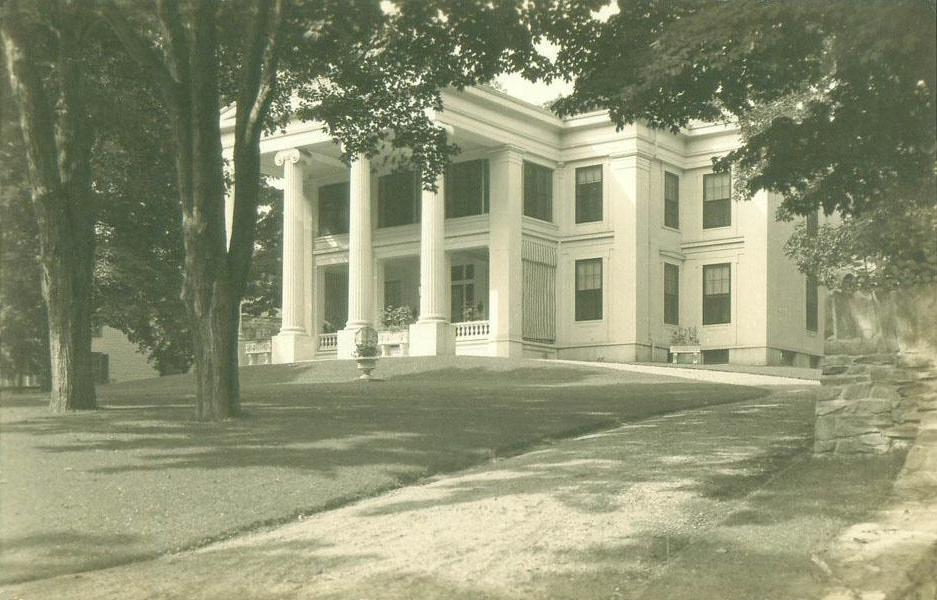
造船業が栄えた時代のギリシャ復古調邸宅、1920年頃の絵葉書

以下は2000年国勢調査による人口統計データである。
| 基礎データ - 人口: 6,381 人 - 世帯数: 2,765 世帯 - 家族数: 1,692 家族 - 人口密度: 72.4人/km2（187.5 人/mi2） - 住居数: 3,121 軒 - 住居密度: 35.4軒/km2（91.7 軒/mi2） 人種別人口構成 - 白人: 97.56% - アフリカン・アメリカン: 0.28% - ネイティブ・アメリカン: 0.27% - アジア人: 0.28% - 太平洋諸島系: 0.02% - その他の人種: 0.27% - 混血: 1.33% - ヒスパニック・ラテン系: 0.69% 年齢別人口構成 - 18歳未満: 20.9% - 18-24歳: 7.5% - 25-44歳: 24.2% - 45-64歳: 27.3% - 65歳以上: 20.0% - 年齢の中央値: 43歳 - 性比（女性100人あたり男性の人口） - 総人口: 87.4 - 18歳以上: 83.0 | 世帯と家族（対世帯数） - 18歳未満の子供がいる: 25.8% - 結婚・同居している夫婦: 46.8% - 未婚・離婚・死別女性が世帯主: 10.8% - 非家族世帯: 38.8% - 単身世帯: 31.5% - 65歳以上の老人1人暮らし: 13.3% - 平均構成人数 - 世帯: 2.23人 - 家族: 2.77人 収入と家計 - 収入の中央値 - 世帯: 32,400米ドル - 家族: 43,253米ドル - 性別 - 男性: 30,514米ドル - 女性: 27,518米ドル - 人口1人あたり収入: 19,276米ドル - 貧困線以下 - 対人口: 13.2% - 対家族数: 10.0% - 18歳未満: 19.5% - 65歳以上: 9.1% |

登録有権者数
| 無党派         | 1,704 | 35.19% |
| 民主党         | 1,681 | 34.71% |
| 共和党         | 1,295 | 26.74% |
| グリーン独立党 | 162   | 3.34%  |
| 合計           | 4,842 | 100%   |

## 教育
ベルファスト教育学区第34地区にある2009年時点の学校は以下の通りである。
- キャプテン・アルバート・スティーブンス小学校 - 幼稚園から5年生、ピアース、アンダーソン、ロバートソン各小学校と統合、ベルファスト市内にある
- エイムズ学校 - 3年生から5年生、シアーズモントにある
- ウェイマス学校 - 幼稚園から2年生、モリルにある
- ドリンクウォーター学校 - 幼稚園から5年生、ノースポートにある
- ニッカーソン学校 - 幼稚園から5年生、スワンビルにある
- イーストベルファスト学校 - 幼稚園から5年生、イーストベルファストにある、ニックネームはイーストサイド学校
- トロイ・A・ハワード学校 - 6年生から8年生[16]、ベルファスト市内にある
- ベルファスト地域高校 - 9年生から12年生、ベルファスト市内にある

下記の公立小学校3校は2000年代初期に閉校になった
- ピアース学校 - 幼稚園から3年生、一次私立学校に使われていた
- アンダーソン学校 - 幼稚園から3年生、現在はウォーターフォール芸術学校
- ロバートソン学校 - 3年生から5年生、今は使われていない

ベルファスト教育学区第34地区に入る町は以下の通りである（2009年春時点）
- ベルファスト
- ベルモント
- スワンビル
- シアーズモント
- ノースポート
- モリル

メイン州の多くの学校が、経費節減のために他の地区の学校との統合を強制されている。このために第34地区は2009年秋に第56地区と統合され、新たにRSU20地区となった。上記以外に新しい教育学区に含まれるようになった町は次の通りである。
- シアーズポート
- フランクフォート
- ストックトンスプリングス

教育費が高騰し、生徒の教育について町単位の統制ができなくなったことで、州内の幾つかの町が不満を抱き、統合された大きな教育地区からの脱退を検討している所もある。そういった町の1つがストックトンスプリングスであり、RSU20地区からの脱退を2014年3月25日の住民投票で決めた。実際にRSU20地区に入る8つの町全てが、その程度に差があるものの脱退の検討をしている。ベルファストではRSU20地区から脱退した場合の教育と財政の影響について報告書を作成するために25,000ドルを遣うことを2014年2月に決めた。
以前は教育学区の統合が、費用を節減し生徒の教育価値を高めると考えられていたが、統合にそれほどの効果は無いというのが一般的な見解になっている。RSU20地区は数年の内に解体されることも予測されている。

## 見どころ
- ベルファスト歴史協会と博物館[18]
- ペリーのナット・ハウス
- ベルファスト・シティパーク、1904年設立

## 著名な出身者
- ジョナサン・フレイクス、俳優

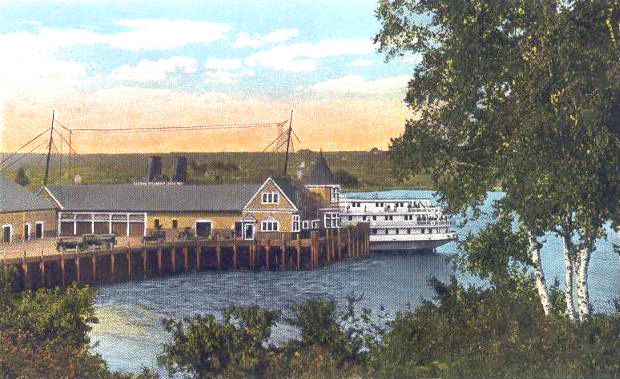
蒸気船波止場、1920年

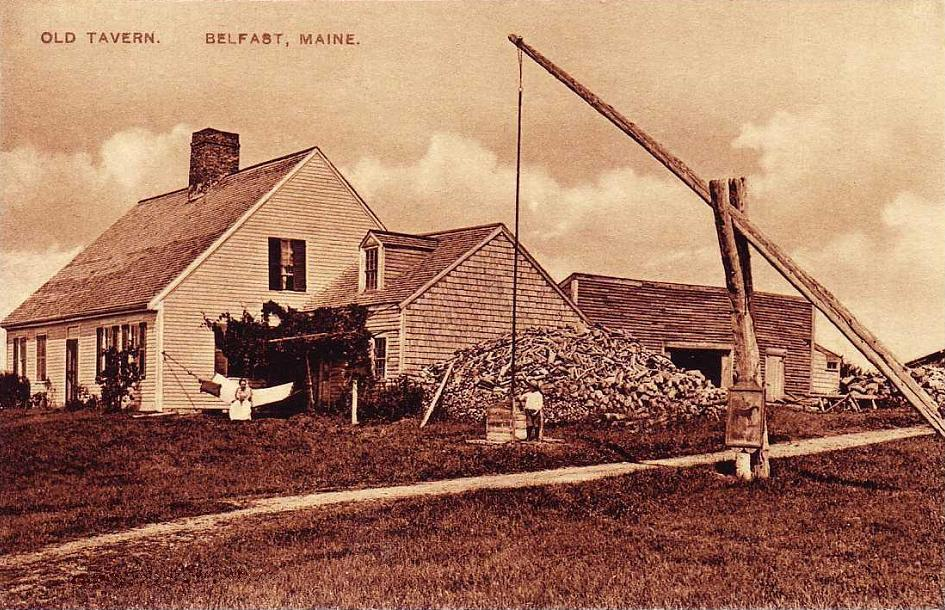
古い酒場、1910年頃

- フィニアス・クインビー、ニューソート運動の発展を率いた神学的思想の先駆者
- アルバート・ウィリアム・スティーブンス、アメリカ陸軍士官、気球乗り、写真家